# Temps límit
|  | Si cerqueu altres usos, vegeu Ticker. |

Temps límit (títol original: Ticker) és una pel·lícula estatunidenca d'acció estrenada el 2001 dirigida per Albert Pyun i protagonitzada per Steven Seagal, Tom Sizemore, Dennis Hopper, Jaime Pressly, Nas Chilli i Peter Greene. Ha estat doblada al català

## Argument
L'inspector de policia de la ciutat de San Francisco, Ray Nettles, i el seu col·lega Fuzzy obren una recerca sobre un robatori quan són atacats per uns terroristes dirigits pel sàdic Swan. Fuzzy és ferit durant l'atac, però Swan aconsegueix escapar del tiroteig. Durant la carnisseria aconsegueix agafar a una dona terrorista, anomenada Claire Manning. Swan l'amenaça amb posar bombes explosives per tota la ciutat de San Francisco si no deixa en llibertat a Claire, que està segrestada per Nettles. Sol·licita ajuda al cap de la patrulla de desactivació d'explosius, Frank Glass, un dels més experts en aquest tipus de coses. Tots dos troben pistes que els porten a trobar-se cara a cara amb Swan, però ell s'escapa i fa explotar un dispositiu que destrossa una illa de cases sencera en un barri de la ciutat. Després de l'incident Nettles, considera la seva venjança com una cosa personal

## Repartiment
- Tom Sizemore: Ray Nettles
- Dennis Hopper: Alex Swann
- Steven Seagal: Frank Glass
- Jaime Pressly: Claire Manning
- Nas: Art 'Fuzzy' Rice
- Rozonda Thomas: Lilly
- Peter Greene: Artie Pluchinsky